# Peter Swift et le Petit Cirque
Peter Swift et le Petit Cirque est une série télévisée d'animation française en 26 épisodes de 26 minutes diffusée à partir du 7 novembre 2004 sur TF1.

## Synopsis
Peter Swift un jeune orphelin d'Angleterre de la fin du XIXe siècle est recueilli par une troupe itinérante : le Petit Cirque. Il garde un médaillon avec une photo de ses parents comme unique souvenir de sa vie passée. Il ignore que ce médaillon renferme l'acte de propriété du Petit Cirque que son oncle Mr North veut récupérer par tous les moyens.
Swift devra échapper à son oncle et prouver que du haut de ses 12 ans il est capable de devenir un artiste du cirque.

## Fiche technique
- Maisons de Production : Dargaud Marina, Télévision Française 1
- Origine :  France
- Auteur : Eunice Alvarado Ellis
- Réalisateur : Oumar N'Diaye
- Scénarios : Alain Vallejo, Pascal Bertho
- Diffusion : 7 novembre 2004 sur TF1
- Titres : Peter Swift and the Little Circus

## Personnages
- Peter Swift : le héros, orphelin de 12 ans.
- Lillybell : meilleure amie de Swift, dresseuse d'animaux et acrobate.
- Cléopâtre : voyante et femme de Baryton, très attachée à Swift et Lillybell.
- Baryton : Monsieur Loyal, mari de Cléopâtre.
- Mr North : le méchant et oncle de Swift.

## Épisodes
1. L'homme qui avait trop d'assurance
2. Prisonniers du labyrinthe
3. Le morceau de lune
4. Penny Arcade
5. Une âme en peine
6. La fiole de la femme de barbe à papa
7. Le collectionneur
8. La signature
9. Le petit cirque et son double
10. Il ne faut pas vendre la peau du tigre
11. Corps à corps
12. Lord circus
13. Le trésor des templiers
14. Le complot de Jellybean
15. Voler de ses propres ailes
16. La reine des Pygmées
17. Un numéro de génie
18. Western blues pour angel blue
19. Et vogue le petit cirque
20. Brebis galeuses
21. L'enfer blanc
22. Olivier et Bengali
23. La dernière
24. L'anse des contrebandiers
25. Passagers clandestins
26. Les larmes du clown